# Janina Gorzelana
Janina Gorzelana, coniugata Bilska (Stettino, 24 giugno 1954), è un'ex cestista polacca.

## Carriera
Con la Polonia ha disputato due edizioni dei Campionati europei (1976, 1978).